# Matthias Waldhör
Matthias Waldhör (getauft 13. Februar 1796 in Jengen; † 9. Juni 1833 in Kempten) war ein deutscher Komponist, Musikpädagoge, Organist, Chorleiter und Musikdokumentar mit den Wirkungsorten Kempten, München und Stiefenhofen.

## Werk
Matthias Waldhör kam mit achtzehn Jahren als Schulgehilfe nach Babenhausen. Von 1815 bis 1820 wirkte er dann als Oberlehrer, Mesner und Organist in Stiefenhofen. Nach dem Tod seines Mentors Franz Joseph Breyer († 1820) bewarb er sich nach Kempten, wo er Gymnasialprofessor am humanistischen Königlich Bayerischen Gymnasium und zusätzlich Chorregent an St. Lorenz wurde.
Waldhör ist heute nur noch aufgrund der starken Verbreitung seiner Neuen Volks-Gesang-Schule von 1830 bekannt. Weniger bekannt ist seine Theoretisch-practische Clavier-, Partitur-, Präludier- und Orgel-Schule aus den späten zwanziger Jahren des 19. Jahrhunderts, die nur noch sehr selten in Musikbibliotheken nachweisbar ist. Der dritte, 1827 erschienene Teil dieser Schule ist nahezu ausschließlich musiktheoretischen Fragestellungen gewidmet.
Waldhör heiratete 1817 Cäcilie von Kolb, die Tochter eines Richters aus Illereichen. Die gemeinsame Tochter Franziska Maria Kreszentia (1818–1884) heiratete 1842 in Stuttgart den Komponisten Ignaz Lachner.

## Veröffentlichungen
- Benedicta lilia tota plena gratia, Coro, orch, G-Dur - BSB Mus.ms. 7545: dust cover title: Nro. // Canon de beata in G // à // Canto, Alto, Tenore, Basso // Violino Primo // Violino secundo // Alto Viola // Clarinetto Primo // brace: in C // Clarinetto secundo // Flauto Primo // Flauto secundo // Corno Primo // brace: in G // Corno secundo // con // Organo et Violone // Ad me Petrum Huber // left side: Authore // Matthias // Waldhorn, [1800–1820 ?]; RISM ID: 450057640, urn:nbn:de:bvb:12-bsb00109064-5.
- Regi saeculorum in mortali, Coro, orch, A-Dur - BSB Mus.ms. 7546: dust cover title: Nro. // Canon pro Festo dominico in A // à // Canto, Alto, Tenore, Basso // Violino Primo // Violino secundo // Viola di Alto // Clarinetto Primo // brace: in A // Clarinetto secundo // Flauto Primo // Flauto secundo // Corno Primo // brace: in A // Corno secundo // Violone // con // Organo // Ad me Petrum Huber // left side: Authore // Waldhorn, [1800–1820 ?]; RISM ID: 450057641,  urn:nbn:de:bvb:12-bsb00109065-1.
- Noro 1. Missa Solennis a Canto, Alto, Tenore, Basso, Violino Imo, Violino IIdo, Oboe Imo, Oboe IIdo, Clarinetto Imo, Clarinetto IIdo in B, Cornu Imo, Cornu IIdo in Bbasso, Trompetto Imo et IIdo in Bbasso, Timpani in B et F, Fagotto Imo, Fagotto IIdo, Posaune, Violone et Violoncello u. Organo. Componirt von Mathias Waldhör, Chorregent bei St. Lorenz in Kempten [ca. 1830]. RISM ID: 450043504.
- Die guten Untertanen. Ouverture zu einer Oper. RISM ID: 1001004377.
- Alpenjodler in G-Dur für Männerchor. RISM ID: 453006318.
- Theoretisch-practische Clavier-, Partitur-, Präludier- u. Orgelschule : sowohl für Anfaenger als auch schon geübtere Clavier- und Orgel-Spieler., Kempten, Kösel, 1825–1827
- Neue Volks-Gesang-Schule oder gründliche Anleitung den Gesang sowohl in den öffentlichen Schulen als auch beim Privat. Unterrichte auf die leichteste und zweckmässigste Art zu lehren, von Matthias Waldhoer. I. Für sich allein bestehender Theil, enthält bei 600 systematisch-geordnete Beispiele im ein-, zwei-und dreistimmigen Gesänge zur Bildung der Stimme und des Gehöres, und zur Uebung im Treffen leichter Volks-Melodien ..., Eigenthum des Verfassers, 1830, 92 Seiten; urn:nbn:de:bvb:12-bsb10527805-6
- Höhere Kunst-Gesang-Schule, oder: Gruendliche Anleitung, den Gesang nach moeglichster Vollkommenheit zu lehren und zu erlernen: II. für sich ebenfalls allein bestehender Teil, Koesel, 1835, 118 Seiten; urn:nbn:de:bvb:12-bsb10527806-1.
- Neues Volks-Lieder-Buch zur Weckung und Belebung der Tugend und des Frohsinns: sowohl in den Schulen als auch im öffentlichen Leben zu gebrauchen. Kösel, Kempten o. J. [ca. 1830]; urn:nbn:de:bvb:12-bsb10527807-6.